# Cantó de Pontailler-sur-Saône
El cantó de Pontailler-sur-Saône és un cantó francès del departament de Costa d'Or, situat al districte de Dijon. Té 19 municipis i el cap és Pontailler-sur-Saône.

## Municipis
- Binges
- Cirey-lès-Pontailler
- Cléry
- Drambon
- Étevaux
- Heuilley-sur-Saône
- Lamarche-sur-Saône
- Marandeuil
- Maxilly-sur-Saône
- Montmançon
- Perrigny-sur-l'Ognon
- Pontailler-sur-Saône
- Saint-Léger-Triey
- Saint-Sauveur
- Soissons-sur-Nacey
- Talmay
- Tellecey
- Vielverge
- Vonges

## Història
| Data d'elecció                           | Identitat                  | Partit           | Qualitat |
| ---------------------------------------- | -------------------------- | ---------------- | -------- |
| 1945-1973                                | Louis Febvret              | SFIO, després PS |          |
| 1973-1979                                | M. Couturier               | UDF-MDSF         |          |
| 1979-1985                                | M. Burner                  | PS               |          |
| 1985-1992                                | Jean-Claude Karpouzopoulos | RPR              |          |
| 1992-1998                                | Henri Dumas                | Divers gauche    |          |
| 1998-                                    | Joël Abbey                 | RPR, després UMP |          |
| les dades anteriors no són pas conegudes |                            |                  |          |
|                                          |                            |                  |          |

## Demografia
| A partir de 1990: Població sense dobles comptes |